# Novodvinsk
Novodvinsk (en russe : Новодвинск) est une ville de l'oblast d'Arkhangelsk, en Russie. Sa population s'élevait à 32 639 habitants en 2024.

## Géographie
Novodvinsk est située sur la rive gauche de la Dvina septentrionale, à 20 km au sud-est d'Arkhangelsk et à 981 km au nord de Moscou.

## Histoire
Novodvinsk est fondée en 1936 sous le nom de Vorochilovski dans le cadre d'un projet d'usine de pâte à papier. En 1941, elle reçoit le statut de commune urbaine. En 1957, elle est renommée Pervomaïski (« 1er Mai »). Elle accède au statut de ville en 1977 sous le nom de Novodvinsk.

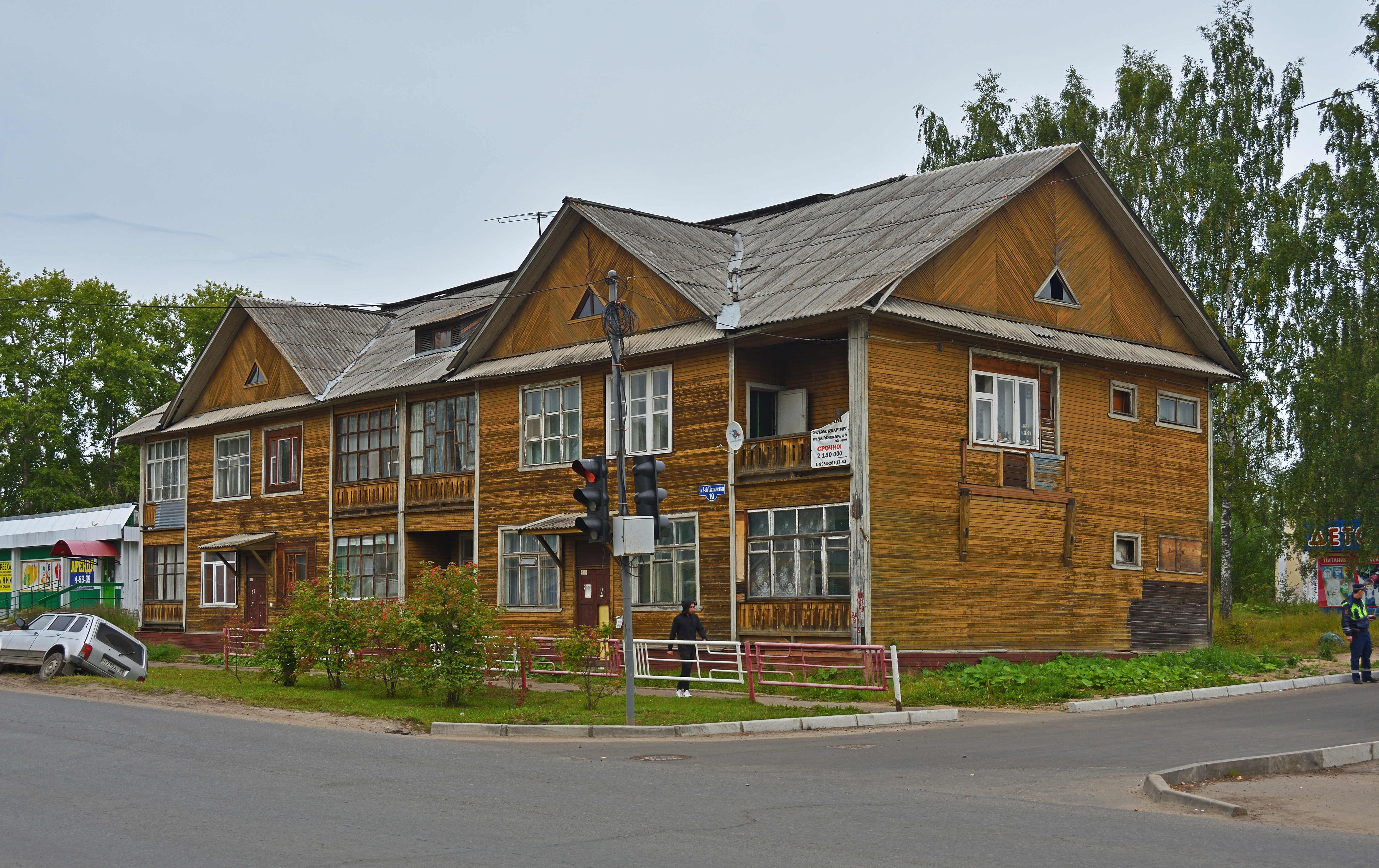
Maison de bois de 1943.

## Population
Recensements (*) ou estimations de la population
| 1926* | 1939*  | 1959*  | 1970*  | 1979*  |
| ----- | ------ | ------ | ------ | ------ |
| 4 373 | 14 906 | 16 341 | 34 192 | 47 764 |

| 1989*  | 2002*  | 2010*  | 2013   | 2014   |
| ------ | ------ | ------ | ------ | ------ |
| 50 183 | 43 383 | 40 615 | 39 937 | 39 613 |

| 2015   | 2016   | 2017   | 2018   | 2019   |
| ------ | ------ | ------ | ------ | ------ |
| 39 222 | 38 906 | 38 735 | 38 434 | 38 082 |

## Économie
La principale entreprise de Novodvinsk est le Combinat de cellulose et de papier d'Arkhangelsk (en russe : ОАО Архангельский целлюлозно-бумажный комбинат, OAO Arkhanguelski tsellioulozno-boumajny kombinat). Créée en 1940, cette usine est l'une des plus grandes papeteries de Russie et produit un quart des cahiers du pays. Elle fait partie du groupe autrichien Pulp Mill Holding GmbH, dont le siège est à Vienne, en Autriche.

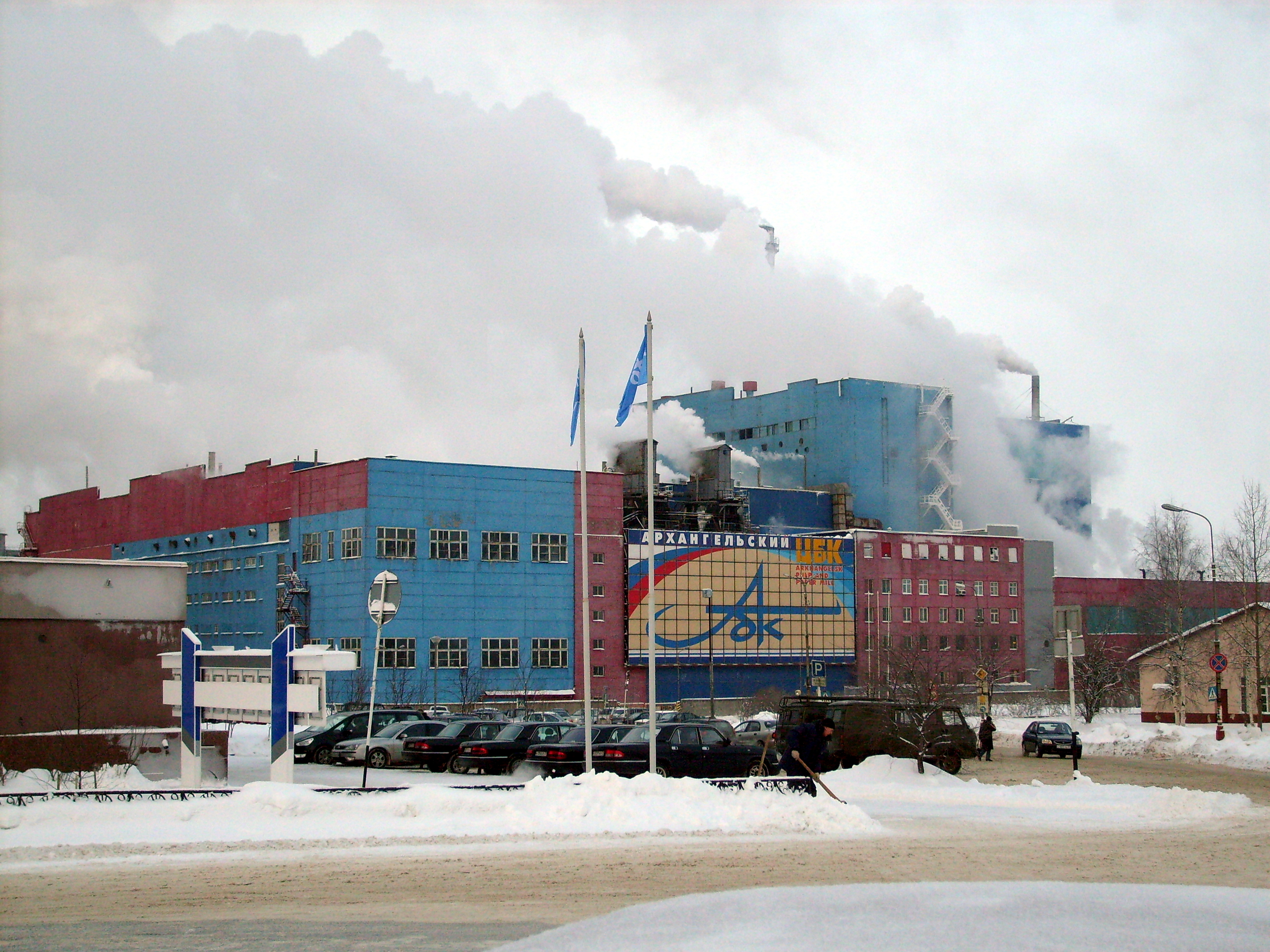
Combinat de cellulose et de papier d'Arkhanguelsk.

## Culte
La ville dépend pour le culte de l'éparchie d'Arkhangelsk de l'Église orthodoxe russe.

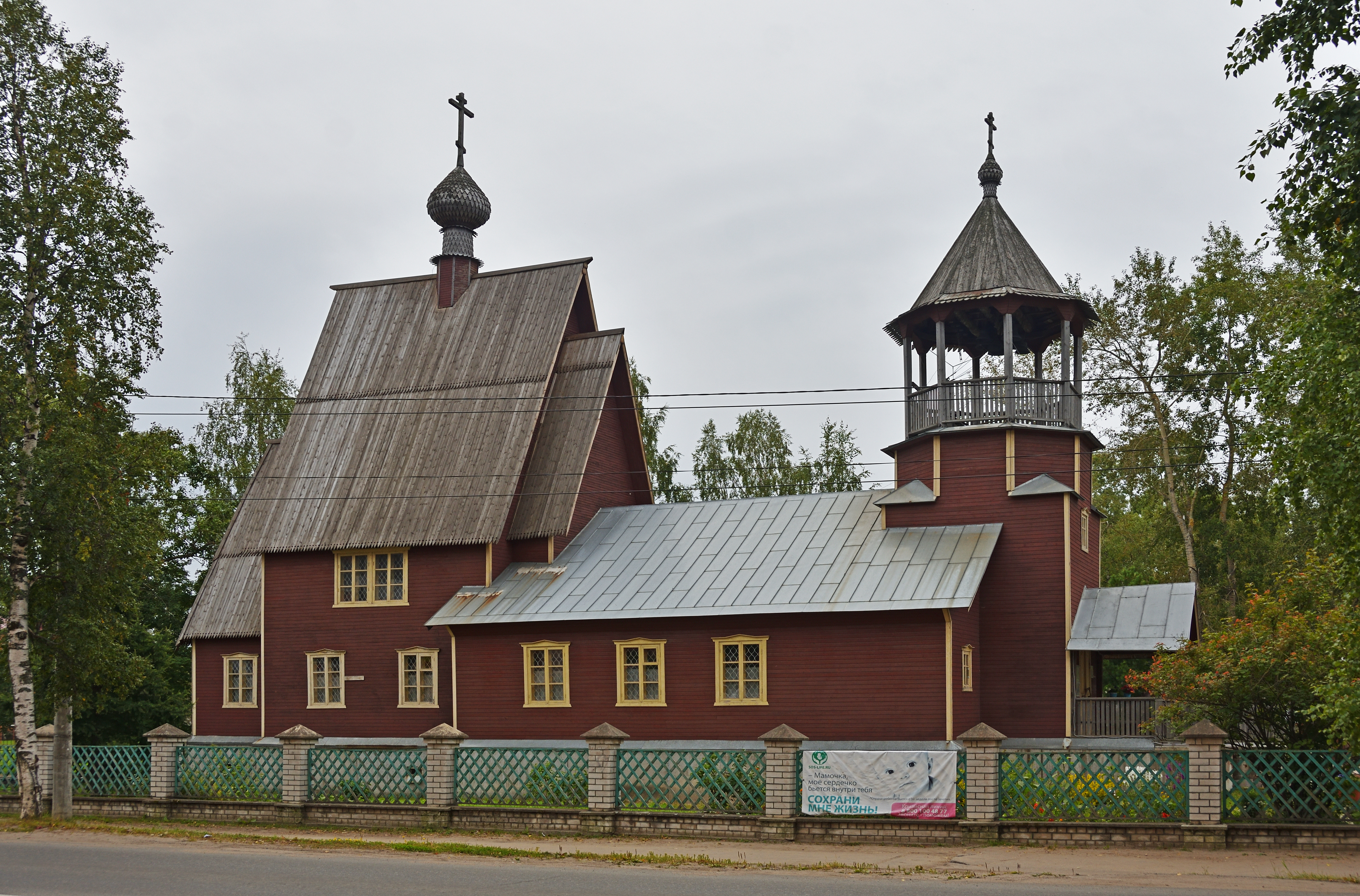
Église de l'Intercession
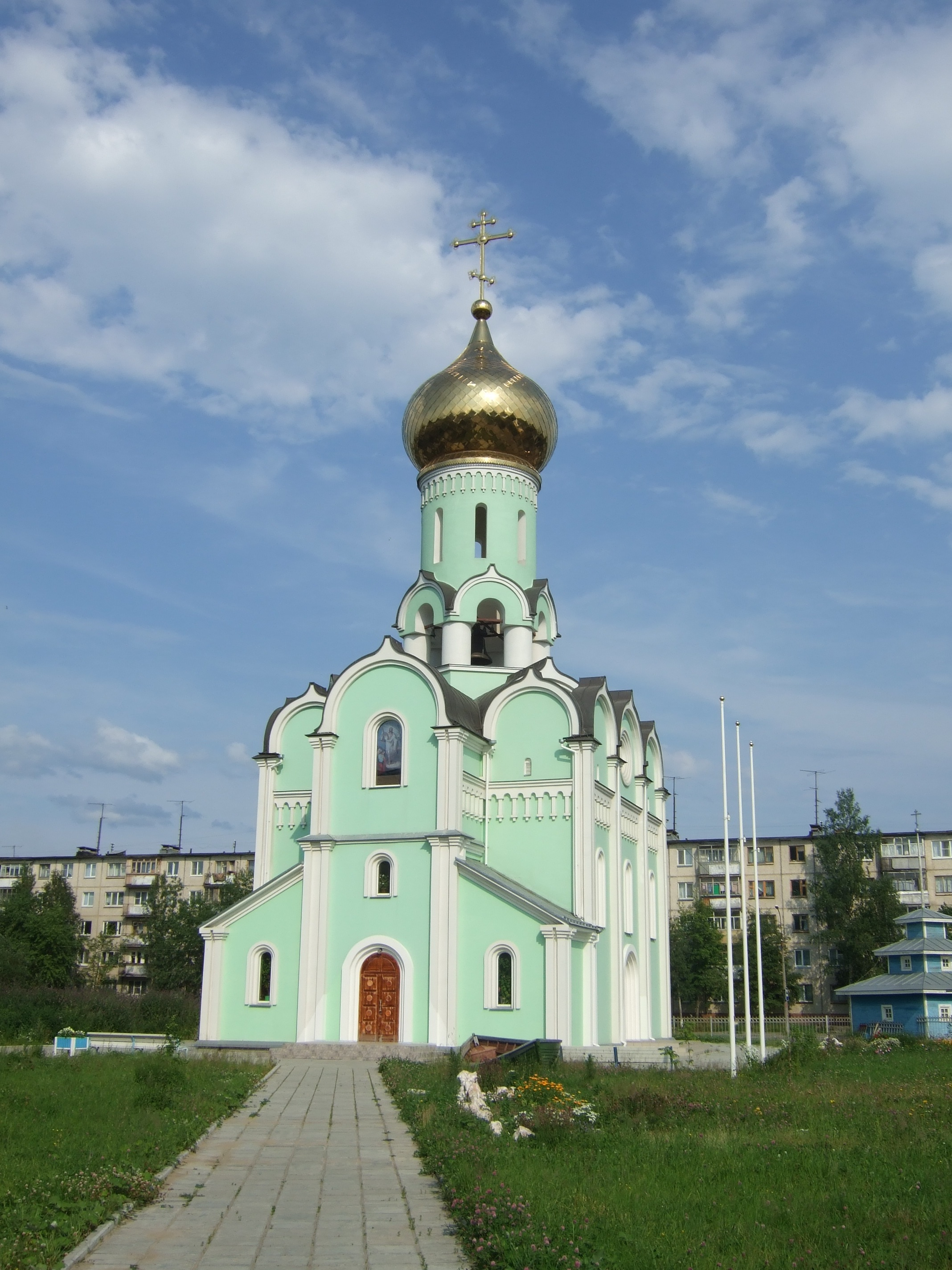
Église du Saint-Esprit

## Personnalités
- Sergueï Bykov (1983), basketteur.
- Leonid Iekimov (1987), tireur sportif au pistolet.